# Controverse Gray et Bell sur l'invention du téléphone
La controverse Gray et Bell sur l'invention du téléphone est née en 1876 et encore d'actualité de nos jours se rapportant à la question de savoir si Elisha Gray et Alexander Graham Bell ont véritablement inventé le téléphone de manière indépendante et si Bell n'a pas usurpé et repris l'invention de Gray pour son compte.
Il s'agit d'une controverse particulière moins large que celle générale sur l'invention du téléphone pour laquelle d'autres noms d'inventeurs figurent, parmi lesquels Antonio Meucci et Philipp Reis.

## Historique

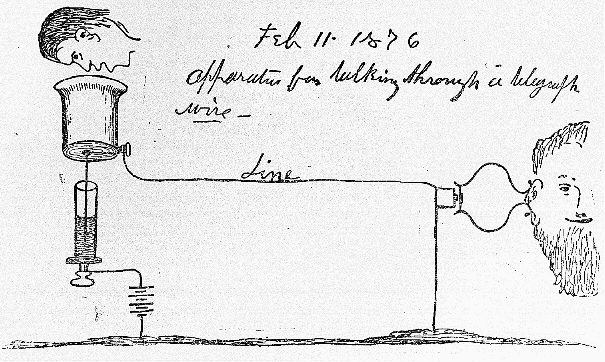
1er schéma du téléphone d'après E. Gray.

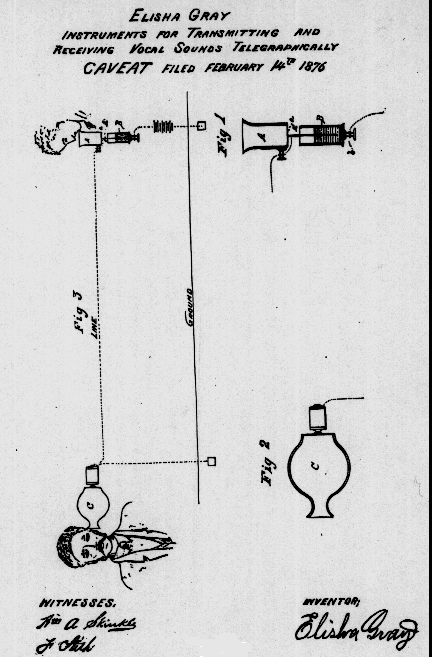
Schéma déposé par Gray le 14 février 1876.

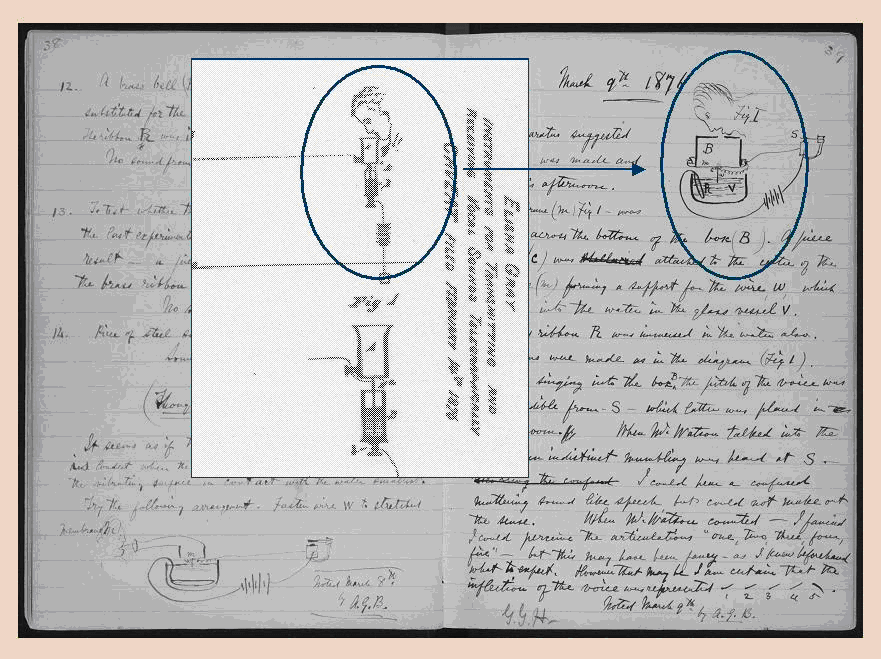
Schémas de Gray et Bell comparés et hautement semblables.

Alexander Bell est un ingénieur et inventeur écossais, naturalisé canadien et Elisha Gray un inventeur américain. Travaillant tous deux sur la technique du télégraphe, ils recherchent, comme beaucoup d'autres dans la seconde moitié du XIXe siècle, à réduire son coût d'utilisation en s'appuyant sur l'acoustique, ou l'étude des sons.
Ainsi, à l'été 1874, Bell met finalement au point un dispositif de « télégraphie harmonique » appelée aussi « télégraphie acoustique » (acoustic telegraphy ou harmonic telegraphy), utilisant des lames vibrantes capables de transmettre des sons musicaux mais pas encore de paroles intelligibles. Bell en fait la démonstration en décembre de cette même année à Highland Park en Écosse.
Deux ans plus tard, le 11 février 1876, Gray inclut pourtant pour la première fois un schéma relatif à la première utilisation d'un téléphone (schéma à gauche) et trois jours plus tard, le 14 février 1876, l'avocat d'Elisha Gray dépose un  brevet descriptif (en) (« caveat ») c'est-à-dire un avis d’intention de dépôt de brevet interdisant pour un an la reconnaissance de droits à toute autre personne pour la même invention, correspondant à un schéma similaire au premier (schéma ci-contre à droite).
Le même jour pourtant, et deux heures plus tard, les avocats de Bell déposent en mains propres à l'office américain des brevets une demande de brevet pour le télégraphe harmonique, comprenant également la transmission des sons vocaux. Le 19 février, le bureau suspend alors la demande de ce dernier pour une durée de trois mois afin de laisser à Gray le temps de soumettre une demande de brevet complète pour son invention et entame la procédure dite « d'interférence » (Interference proceeding) visant à savoir qui de Gray ou Bell a été le premier à inventer le téléphone.
À l'époque, l'office des brevets requérait des inventeurs la présentation d'un modèle de l'invention à breveter afin que la demande soit éventuellement acceptée. La procédure d'acceptation qui prenait souvent plusieurs années impliquait ainsi de nombreuses procédures d'interférence qui se réglaient bien souvent en audiences publiques, bien que le Congrès ait pourtant supprimé cette obligation de présentation de modèles en 1870. Les avocats de Bell ont ainsi plaidé contre cette obligation de fourniture d'un modèle à la suite de cette abrogation de la part des instances législatives du pays.
Bell se rend ensuite le 26 février à Washington D.C, et rien de nouveau n'est inscrit dans son répertoire jusqu'à son retour à Boston le 7 mars. Son brevet est publié le même jour tandis que le 8, ce dernier fait état dans son répertoire d'une expérience dont le schéma se révèle hautement similaire à celui déposé par Gray (cf. ci-contre). Il obtient finalement le modèle de son invention demandée par l'office des brevets le 10 mars 1876, jour marquant la célèbre phrase « M. Watson, venez ici, je veux vous voir. » (« Mr. Watson, come here, I want to see you. ») considérée comme la toute première conversation téléphonique de l'histoire.
Dans une lettre du 2 mars 1877, Graham Bell avoue à Gray qu'il a eu connaissance que son caveat avait quelque chose à voir avec la vibration d'un fil dans l'eau et qu'il entrait donc en conflit avec son propre brevet. À cette époque pourtant, l'interdiction de dépôt de Gray était encore confidentielle. En 1879, Bell déclare sous serment qu'il s'est effectivement entretenu du brevet de Gray avec Zenas Fisk Wilber, l'examinateur qui en avait la charge.
Également lors d'une déclaration sous serment du 6 avril 1886, c'est finalement au tour de l'examinateur Wilber d'avouer être alcoolique et devoir de l'argent à son ami Marcellus Bailey, également avocat d'Alexander Bell, venu le trouver après avoir prononcé la suspension de la demande de brevet de son client Bell. Il avoue, en violation des règles de l'Office des brevets, avoir communiqué le caveat de Gray à Bailey, et fait croire à ses supérieurs que le brevet de Bell était arrivé le premier. Il dit également, à propos du passage de Bell à Washington :  « le professeur Bell est resté avec moi une heure quand je lui ai montré le dessin [le caveat] et lui ai expliqué les méthodes de Gray. » Il termine en disant que le professeur est repassé pour lui donner son billet de 100 dollars.
Wilber contredit pourtant ses propres aveux ; tout d'abord le 21 octobre 1885 quand ce dernier prétend que la demande lui a été formulée par M. Swan, avocat de la Bell Telephone Company (Société Bell), lequel profitant de son état d'ébriété au moment pour le faire signer. Tous ces témoignages contradictoires ont fini par discréditer Wilber. Son premier témoignage est publié dans le Washington Post le 22 mai 1886, suivi trois jours après d'une dénégation sous serment d'Alexander Graham Bell.

## Théories contradictoires
Dans cette controverse, les défenseurs d'Alexander Bell s'appuient dans leurs convictions sur les nombreux procès pour lesquels les tribunaux ont finalement rendu des jugements en sa faveur et celle de sa compagnie (la Bell Telephone Company), tandis que ceux d'Elisha Gray mettent en avant le fait la première expérience réussie de Bell en matière de transmission de son dans de l'eau a eu lieu le 10 mars 1876 en utilisant le même procédé que celui décrit par Gray dans son caveat, et pourtant non décrit dans le brevet de Bell.
Il existe également un troisième côté à la controverse, expliquée en détail dans le livre d'Edward Evenson The Telephone Patent Conspiracy of 1876, concluant que le détournement de l'invention de Gray sur la transmission des sons dans l'eau n'était imputable non pas à Bell lui-même, mais à ses avocats.

### Premier arrivé à l'Office des brevets
Les avocats respectifs de Gray et Bell sont tous deux passés à l'Office américain des brevets le 14 février 1876 afin de déposer leur demande de brevets. En vertu des lois sur les brevets en vigueur aux États-Unis, un brevet est considéré accordé au premier à inventer et non au premier à déposer (en). Ainsi il n'est censé ne faire aucune différence pour le bureau de savoir qui des deux inventeurs est passé le premier déposer sa demande. L'idée communément admise est que Bell s'est rendu à l'Office des brevets une à deux heures avant son rival Gray et que ce dernier perdit ainsi ses droits sur son invention. Mais la version d'Evenson relatée dans son livre ne souscrit pas à cette vision de la chronologie des événements.
D'après Gray, son caveat (intention de brevet interdisant à quiconque le droit de faire une demande pour la même invention) a été déposé quelques heures avant la demande de Bell, juste après l'ouverture matinale de l'office, mais n'a pas été inscrite au tableau avant la fin de la journée, ce qui fait qu'elle n'a pu être prise en charge par un examinateur que le lendemain du dépôt. Tandis que les avocats de Bell, passés en fin de matinée, ont exigé que la demande soit inscrite au tableau et donc traitée immédiatement. Ainsi le fait que la demande de Gray ait été enregistrée après celle de Bell laisse à penser que ce dernier est ainsi passé avant son rival. En ce qui concerne Bell, aucun témoignage n'a pu être fourni du fait qu'au moment du dépôt le 14 février, ce dernier n'était pas à Washington mais à Boston. Il n'a ainsi eu aucune connaissance des événements jusqu'à son retour plus de 10 jours plus tard le 26 février.
Le 19 février, Zenas Frisk Wilber, l'examinateur des brevets de Bell et Gray, a constaté que celui de Bell reprenait la même fonction de résistance variable que celle du caveat de Gray, et tous deux décrivant leur invention comme « transmission des sons vocaux » (transmitting vocal sounds). Wilber a ainsi suspendu la demande de Bell durant trois mois pour laisser à Gray la possibilité de déposer un brevet complet avec ses revendications. Si celles-ci s'avéraient être les mêmes que celles de Bell, l'examinateur commencerait ainsi la procédure d'interférence afin de déterminer lequel des deux a été le premier à conceptualiser le principe de la résistance variable. 
L'avocat d'Elisha Gray, William D. Baldwin, a par ailleurs été informé que la demande de Bell avait été notariée le 20 janvier 1876. Il conseilla donc à Gray d'abandonner le caveat et de ne finalement pas déposer de brevet définitif pour l'invention du téléphone. Ainsi Bell a pu se voir accorder le brevet US 174 465 pour le téléphone le 7 mars 1876.

### Théories du complot
Plusieurs théories du complot ont aussi été présentées au cours de différents procès et appels, principalement entre 1878 et 1888, dans lesquelles la Bell Telephone Company (Société Bell) a tout d'abord poursuivi ses concurrents et quand, plus tard, lorsque Bell et ses avocats ont été accusés de fraude au brevet. Ces théories sont fondées sur des allégations de corruption de l'examinateur des brevets, Zenas Fisk Wilber, profitant de sa faiblesse due à son alcoolisme. Wilber a été accusé de révéler des informations secrètes à Alexander Graham Bell et à ses deux avocats, Anthony Pollok et Marcellus Bailey, concernant le caveat et les demandes de brevet d'Elisha Gray. 
L'un des accusateurs à l'encontre des avocats de Bell fut l'avocat Lysander Hill, les accusant d'avoir reçu des informations secrètes de la part de Wilber, qui les aurait de plus autorisés à rajouter un paragraphe de sept phrases en rapport avec ces informations sur la demande de brevet de Bell, après que le caveat de Gray et la demande de Bell eurent été déposés à l'Office des brevets. Pourtant la demande originale de Bell ne montre aucune trace d'altération et Wilber a par ailleurs déclaré avoir mené la procédure d'interférence sur ces sept phrases. À la constatation que ces phrases étaient très similaires, elle interrompit donc à la fois la demande de brevet de Bell et le caveat de Gray, ce qu'il n'aurait pas fait si les sept phrases n'avaient pas été dans la version originale du brevet de Bell enregistrée au 14 février 1876. 
 Aussi ces théories du complot furent-elles rejetées par les tribunaux.
Il s'agissait à vrai dire d'une des revendications de grande valeur du brevet US 174 465 de Bell: la revendication n°4, concernant le procédé de production d'un courant électrique variable dans un circuit à résistance variable. Or, cette fonctionnalité n'a pas été démontrée parmi les dessins brevetés de Bell, tandis qu'il l'a bel et bien été dans ceux de Gray contenus dans son caveat déposé le même jour. Il s'agit de précisément de cette fonctionnalité de résistance variable décrite en sept phrases qui aurait été rajoutée à la demande de brevet de Bell. Bell témoigne à ce sujet avoir ajouté les sept phrases au dernier moment juste avant d'envoyer la demande à Washington. La version modifiée de son texte (ou « texte juste » (fair copy)) lui aurait ensuite été expédiée par ses avocats le 18 janvier 1876. Il l'aurait ensuite signée et notariée à Boston le 20 janvier. Mais cette version de Bell est là encore contestée par Evenson. Selon l'auteur, ces sept phrases et la revendication n°4 auraient été ajoutées à l'insu de Bell lui-même, par ses avocats le 13 ou 14 février, juste avant que la demande ne soit transmise auprès de l'Office des brevets par l'un de ces derniers.

## Théorie d'Evenson

### Rôle des avocats
Dans son ouvrage, Evenson ne soutient pas que la fuite sur les idées d'Elisha Gray puisse être imputables à l'examinateur Zenas Wilber. Selon lui, celle-ci ne proviendrait même pas de l'office des brevets, mais directement du bureau de William Baldwin, son avocat, pouvant aussi bien s'agir d'un de ses collaborateurs que de Baldwin lui-même. Cette ou ces personnes auraient ainsi communiqué l'idée de résistance variable à l'avocat de Graham Bell avant que Gray et lui-même ne déposent respectivement leur caveat et demande de brevet le 14 février 1876.
L'un des fondements de l'accusation portée par Evenson sur Baldwin comprend le fait que ce dernier ait conseillé à Gray d'abandonner son caveat et ne pas en faire une demande complète de brevet à la suite de la communication que Bell avait déjà légalisé son invention sur le téléphone dès le 20 janvier. Il lui a de plus conseillé d'écrire une lettre de félicitations à Bell pour son invention ainsi que l'assurance qu'il ne ferait aucune revendication personnelle concernant cette invention. Il est à noter également comme élément important selon Evenson, que Baldwin était dans le même temps salarié de la Bell Telephone Company,.
Gray ne communiqua à personne ses recherches sur la transmission des sons vocaux jusqu'au 11 février 1876, date à laquelle il demanda à son avocat de se charger de lui préparer un caveat à déposer. Ainsi Baldwin aurait communiqué aux avocats de Bell l'invention de Gray durant le week-end des 12 et 13 février. Ils se dépêchèrent donc d'aller déposer eux aussi la demande de Bell dès le lundi 14.
Différentes versions du brevet de Bell ont pu être publiées :
- la version E : composée de 10 pages transmise par Bell à George Brown pour qu'il soit déposé en Angleterre[13]
- la version F : composée de 10 pages transmise par Bell à Pollok et Bailey ses avocats, début janvier 1876[14]
- la version X : le « texte juste » (fair copy) signé par Bell et notarié le 20 janvier 1876 (vraisemblablement 14 pages)[15]
- la version G : document final composé de 15 pages et déposé auprès de l'Office des brevets le 14 février 1876[16].

Finalement, après de quelques modifications mineures, c'est cette version G qui a valu la délivrance du brevet le 7 mars 1876.
Les versions E et F sont quasiment identiques à l'exception de quelques modifications d'ordre mineur, plus les sept fameuses phrases sur la résistance variable apparaissant dans la marge de la version F, en sa page 6. Toute la question a donc été de savoir quand l'insertion de ces phrases a été opérée. Pourtant Evenson fait valoir que ces sept phrases n'étaient dans aucune des deux versions, E ou F au moment où Bell les envoya toutes deux à ses avocats au début de l'année 1876. Pollok réécrivit les revendications sur la page 10 de la version F et son assistant copia la version F dans une nouvelle version, la version X (fair copy) renvoyée à Bell par Pollok. Signée et notariée le 20 en sa dernière page, la version X fut à nouveau renvoyée à Pollok, avec l'instruction de la conserver jusqu'à ce que Bell reçoive un message de George Brown. La dernière page signée et notariée de la version X n'était probablement pas numérotée et les deux versions F et X notariée se sont donc retrouvées dans le bureau de Pollok.

### Lundi 14 février 1876
Toujours selon Evenson, en tout début de cette journée de la Saint-Valentin, après avoir été informés de l'invention de Gray durant le week-end, Pollok et Bailey auraient donc inséré les sept phrases dans la version X, révisé les revendications (dans le cadre d'un brevet), fait quelques autres modifications de moindre importance et demandé à leur assistant de leur préparer une nouvelle version, la version G, de 14 pages n'incluant pas en page intermédiaire la page signée par Bell un mois plus tôt, préalablement retirée de la version X par les deux avocats pour la rattacher à la nouvelle version G en la numérotant du nombre 15, le tout étant finalement soumis à l'Office des brevets en fin de matinée.
Or, il s'est avéré que le numéro 15 inscrit sur la dernière page est deux fois plus grand que les numéros situés sur les pages 10 à 14. De la même manière que la page 9 sur laquelle les sept phrases ont été rajoutées par les avocats a aussi son numéro 9 deux fois plus grand que ceux des pages 10 à 14. Evenson n'a donc que très peu de doutes sur ce que Pollok a fait avec les pages de la version X, replacées dans la version G définitive. En poursuivant la logique des événements, il manquait donc toujours les sept phrases sur la version F. Ce pourquoi quand Bell revint à Washington le 26 février 1876, Pollok les lui fit rajouter de sa main dans cette version avec toutes les autres petites modifications, ce comment Bell pourra par la suite affirmer avoir rajouté ces phrases avant le 18 janvier 1876, « presque au dernier moment » avant de les envoyer à ses avocats.

## Question du vol
Il n'y a jamais eu de preuve formelle qu'Alexander Graham Bell ait illégalement subtilisé les données d'Elisha Gray par le biais de l'examinateur Wilber avant le dépôt de sa demande de brevet. Pourtant, la trace écrite laissée par les différentes ébauches de ses versions du fait de ses avocats laisse toutefois à penser que ces derniers peuvent bel et bien avoir acquis les idées de base du fil dans l'eau découvert par Gray, et que Bell a parfaitement su réutiliser pour transmettre le célèbre « Mr. Watson, come here, I want to see you. » le 10 mars 1876.
Gray, qui avait à l'origine écrit à Bell pour lui dire qu'il avait été mal fortuné d'être passé une ou deux heures après lui, a finalement modifié considérablement ses propos dès lors qu'il eut connaissance de faits nouveaux lors des procès. Il finit en effet par clamer que son opposition (caveat) avait bel et bien été déposée en premier à l'Office des brevets.
Dans des correspondances par lettres entre les deux inventeurs, Bell énonce: « Je ne sais rien à propos de votre opposition, hormis le fait qu'elle a quelque chose à voir avec un fil vibrant dans de l'eau. » Or « fil vibrant dans de l'eau » était justement l'essence même du contenu du caveat de Gray. Ainsi, comment Bell aurait-il pu en savoir autant ?
Bien que Bell ait été accusé, comme il l'est encore de nos jours, d'avoir volé l'invention du téléphone à Gray, celui-ci réussit toutefois à mettre au point et à faire fonctionner avec succès le transmetteur subaquatique de Gray le 10 mars 1876 avec sa phrase « Mr. Watson, come here, I want to see you. » Après cette expérience, Bell se pencha sur une possible amélioration du téléphone électromagnétique et n'utilisa finalement jamais l'émetteur de Gray lors de manifestations publiques ou dans le cadre d'usages commerciaux.
De ce fait, lorsque Gray décida de demander un brevet pour le transmetteur téléphonique à résistance variable, l'Office des brevets considéra que « malgré le fait qu'Elisha Gray fut sans doute la première personne à concevoir et à divulguer la résistance variable, comme lors de son caveat du 14 février 1876, son incapacité à prendre la moindre action de réalisation jusqu'à ce que d'autres démontrent l'utilité de l'invention le prive ainsi du droit de se le voir attribuer en droit. »